# Vladimír Menšík
Vladimír Menšík, född 9 oktober 1929 i Ivancice, Tjeckoslovakien, död 29 maj 1988 i Brno, Tjeckoslovakien, var en tjeckisk skådespelare inom teater och film. Menšík kom att bli en av de kändaste tjeckiska skådespelarna i sitt hemland. Han medverkade särskilt ofta i komedifilmer, men även i flera av de sagofilmer som producerades i landet på 1970-talet.

## Filmografi, urval
- 1963 – En dag kom en katt
- 1964 – En narrkrönika
- 1964 – Lemonade Joe
- 1965 – Das Haus in der Karpfengasse
- 1965 – En blondins kärleksaffär
- 1965 – Bílá paní
- 1966 – Kdo chce zabít Jessii?
- 1966 – Flám
- 1970 – Kometen
- 1971 – Pane, vy jste vdova!
- 1972 – Flicka med kvast
- 1975 – Askungen och de tre nötterna
- 1975 – Pan Tau (TV-serie)
- 1978 – Hur man väcker prinsessor
- 1980 – Arabela (TV-serie)